# 死神!タヒーちゃん
『死神！タヒーちゃん』（しにがみタヒーちゃん）は、かふんによる日本の漫画作品。集英社ウェブサイト『となりのヤングジャンプ』にて連載された。落ちこぼれ死神であるタヒーが、人間の命を刈るのに四苦八苦する様子を描いたギャグ漫画である。

## あらすじ
淫魔を呼ぼうと怪しげな祈りをする間呼かれをの元に、死神タヒーが現れ命を刈ろうとする所から物語が始まる。
間呼は淫魔が現れたと思って喜ぶも、いきなり殺されそうになりエッチなことをされてないのに死ねないと抵抗する。タヒーは仲間内からは雑魚死神と呼ばれているほど弱く、割り箸と輪ゴムで作った十字架でもダメージを受けるほど。また精神面も脆く、言葉責めに弱い。死神は命を刈れないと体が縮んでしまい最悪の場合消滅してしまうため、タヒーも自身の姿を維持するために命を刈っている。

## 登場人物

### 主要キャラクター
タヒー
人の死神。この作品の主人公で第一人称は「わし様」。
豊満な肉体をした美女だが、命を刈れないと子供の姿になってしまう。前髪と瞳が数字の4になっている。死神だが実力は低く、割り箸と輪ゴムで作った十字架や塩せんべえの塩、偽物の除霊グッズでもダメージを受けてしまう。精神面も脆く、悪口でダメージを受けてしまう。また、圧倒的な実力差を感じたり違う理由で相手に恐怖を感じると反射的に謝ってしまう。愛用の大鎌はレンタル品。冥界死塾出身で、塾長の教えを守り真面目に頑張ってきたが結果に繋がらず落ちこぼれだった。そのため、後輩からも馬鹿にされる始末。しかし、寿命を刈ってドクロの姿になった時は強力な力を発揮する。ただし、パワーアップしてもおもちゃでもダメージを受けている描写がある。間呼の部屋が冥界の雰囲気と近いとの理由で、間呼の部屋と冥界をつないで拠点にしている。麦茶を気に入ったようで、間呼の家で麦茶を良く飲んでいるようである。また、アメも気に入ったようで、アメを舐め終わった後に麦茶を飲むのが病みつきになっている。人間が残した残留死念から、ターゲットを追跡することができる。熱に弱いらしく、銭湯に行った際に、のぼせて体が若干縮んでしまった。桐原さきが作ったカレーを食べてからは食事にも興味が出たようで、間呼の食費が倍になったらしい。
間呼かれを（まよび かれを）
淫魔に精気を吸い殺されたい男子中学生。15歳。
淫魔を呼びたくてオリジナルの儀式で祈っており、淫魔にエッチなことをされ尽くして死にたいと思っている。学校をしばらく休んでいるようで、同級生から学校に来るように言われている。エロい場面に出くわすと、高速でスマホの連写を行う。タヒーによると、淫魔はネットの普及により精を集めにくくなった事が原因で絶滅寸前とのことだが、その後も淫魔を呼ぶのを諦めていないようである。死神には興味がないらしく、子供の姿の時はもちろんのこと、大人の姿のタヒーに対しても普段は性的な目で見ていない。同級生らの説得もあり、現在は学校に行くようになった。スマホで撮影した写真を使ってコラージュ画像を作成するのを趣味としており、他にもインターネットで目ぼしい画像やサイトなどを見つけて保存するなどしている。また、女性用のコスプレ衣装なども鑑賞用に複数所有している。詳細は不明だが、幻背荘というアパートで1人暮らしをしており、母親は天文台で星に関する仕事をしているらしく、電話で連絡を取ってはいるものの何年も会えてないようである。父親については一切不明。
タヒーがデスターを倒してからしばらく後には高校生になるも、今までと特に変わらない生活をおくっているようである。
桐原さき（きりはら さき）
間呼の同級生でクラス委員長。15歳。
実家が抜刀術の道場で文武両道のため、先生からの信頼も厚い。また、同性である女子生徒からも人気がある。抜刀傘を携帯しており、屈辱を受けたら切腹しようとする癖がある。前述の癖は、師範である祖父から「生き恥晒すな切腹しろ」と教わってきたのが原因で、抜刀傘も最近祖父から所持が許されたとの事。
祖父と銭湯に行った時に偶然間呼とタヒーに会い、タヒーと一緒に風呂に入るが、自身の胸にコンプレックスがあるのかタヒーの巨乳を見て無駄な脂肪だと自分に言い聞かせていた。
料理の腕前も高く、抜刀傘で瞬時に野菜を切り刻むことができる。

### 死神関係者
デグンマリャ
蚊の死神。
自分の獲物である蚊を横取りしたタヒーにおしおきとして体中を刺しまくって血を吸った。しかし、死神の血はまずいとのこと。
武器は蚊取り線香型の大鎌で、蚊をおびき寄せるフェロモンが出る高級品。
シキョー
人の死神。冥界死塾の塾長。現役時代の通り名は『赤鎌』のシキョー。
タヒーの先生であり、タヒーの憧れの死神。ドクロの姿をしている。タヒーは彼女の教えを守っているが、最近は自分の教えを守らない死神が多いことを嘆いており、自分の教えが古いのかと悩んでいる。結果には繋がっていなくてもタヒーの真面目さは認めており、タヒーと話すといつでも初心にかえれると可愛がっている。現役時代はタヒーに似た巨乳の美女だったが、間呼によると現在も声はセクシーなようである。現役時代、桐原さきの祖父と毎日殺し合う日々を送っていたようである。
何百年も前に冥界死塾を創った超絶エリートの死神で、昔は冥界一怖い死神だったようだが現在は大分丸くなったとのこと。
チヌ
犬の死神。タヒーとは冥界死塾での同級生。
陰湿な性格で、塾生時代はタヒーを苛めていた。冥犬を使って刈りをする。後輩が自分を「さん」付けで呼んだ際は、「様」付けに訂正させるなどかなり高圧的。ルール無用の死神で、シキョーの教えを守る気は全くなく、犬だけでなく飼い主も殺して寿命を取ろうとする。弱い者いじめが大好きないじめっ子で、プライドが死ぬほど高い。骨と散歩も大好き。
ドクロの姿になったタヒーに倒されて体が小さくなって以降は冥界にいるようで、この姿だと非力であるため後輩達からも見下されるようになった。ただし、元々大して強い死神ではなかったらしく、死塾時代はタヒーやデスターをいじめていたがOBにあっさり倒される程度だった。
クバサ
草の死神。タヒーとは冥界死塾での同級生。
公園の雑草刈りをしていた時に、タヒーから冥ホンで冥花刈りために呼ばれた。冥花が好物らしく、冥花を全部もらうのと引き換えに現れ冥花を始末した。
地球の砂漠化を憂い、草を刈り過ぎないように計画的に生きている。
シゴマネク
蟹の死神。タヒーとは冥界死塾での同級生。
チヌと同じく、塾生当時はタヒーの事を苛めていた。タヒーがレンタル大鎌を修理屋に持って行く所を目撃しており、蟹工船に乗る前にタヒーの身ぐるみを剥いでいった。泡を模したモコモコの首飾りがお気に入り。
トモリナナン
人の死神。タヒーの冥界死塾での後輩。人間界では地下アイドルの灯ななんとして活動している。
間呼がネットで見つけた淫魔的なアイドル。前髪と瞳がローマ数字のⅣになっている。ファンを餌として扱い、餌に個性は不要とアルファベットの書かれたマスクを被せている。当初は異常なまでに興奮していた間呼も、「全寿命ローン契約書」にサインを求められた事でななんの正体が死神である事に気付き、一気に冷静になってしまった。タヒーの後輩だが、タヒーは彼女の事を覚えておらず、ナナンによると昔の自分とは変わったとの事。現世では若い姿の方が便利との事で、老いすぎないようにローンで寿命を刈っている。間呼は拷問による思考力の低下で契約書にサインをしても良いと言うが、そのかわりのリクエストとして伏せ字だらけのシチュエーションを要求される。卑猥な言葉のオンパレードに動揺して体が縮んでしまい、退散する。
その後、間呼達が委員長主催の勉強合宿で宿泊した委員長の別荘である民宿に現れる。そこでタヒーと再会するが、タヒーはナナンの名前を聞いて彼女の事を思い出すも、昔は体が小さくて暗く澱んだガリ勉だったらしく、ファンに過去を知られたくないとタヒーの話を遮った。タヒーとは比較的仲が良いらしく、女性陣の部屋ではタヒーと冥界トークに華を咲かせ、翌朝はタヒーに水着を貸して海水浴を楽しむなどした。
ヂョーソ
鳥の死神。タヒーとは冥界死塾での同級生。
彼女の話によると、同期は仲が非常に悪かったらしく退学者もいたとのこと。言葉に鳥（超と同じ意味で）を付けて喋る事が多い。
カノヤマ
兎の死神。絶兎会塾長。
兎の死神しか入塾できない通信制の移動死塾を運営している。胸は控えめだが、巨尻の持ち主。頭文字に頻繁に「お」を付けて喋る。世界一死にたがっている蟹を、絶兎会のコレク死ョンに加えるためにタヒー達を襲撃する。彼女によると、今どきのエリート死神はレアな獲物や冥具は殺さず使わず鑑賞するものとのこと。自慢のコレク死ョンである『オオニン死”ン』でチヌ達の生命力を奪い、タヒーに巨大な人参をぶつけて赤ん坊にし、間呼を痛めつけるが、世界一死にたがっている蟹の寿命を得てパワーアップしたタヒーには歯が立たず撤退する。
シキン
菌の死神。冥界死塾42期生でタヒーの先輩。
過去に、2人いたタヒーの友達の1人であるリリィスちゃんを消滅させた死神。足木と組んだのは単なる暇つぶしで、腐るほどいる菌を刈ってても飽きるので人間同士を殺し合わせていた。冥糸を操る。強い死神ではないようで、タヒーと向井によって倒された。
リリィス
魚の死神。タヒーとは冥界死塾での同級生。
タヒーの数少ない友達の1人だったが、シキンによって消滅させられた。シキンによると、優秀でウザかったとのこと。タヒーは、リリィスの亡骸と思われる頭蓋骨を大事に持っている。
死塾では成績トップだったが、タヒーの頑張りを評価しており一緒に特訓に誘う等していた。
クルシ
蛾の死神。冥界喪服店店長。でかいガと呼ばれるのを嫌う。
服を大量注文したタヒーの所に現れ、タヒーが番号を1個ずつ間違って注文してしまっていたため返品すると言われるが、一度試着した服は返品できないと44444冥貨（冥界の通貨）を要求する。手持ちが足りないとのことで冥力で支払ってもらった。
ケンジョホ
猫の死神。冥界死塾47期生。
現役の死塾生で、現世研修中。先輩からは可愛がられるが、同期や後輩からは煙たがられるタイプ。冬が好き。高得点を狙って桐原さきの祖父が拾ってきた猫をシァンクラと共に追いかけてきたが、2人まとめて桐原さきにあっさり倒された。
デスター
星の死神。タヒーとは冥界死塾での同級生。通称「おいもちゃん」。
タヒーの数少ない友達の1人だった。チヌにいじめられていたが、何があっても前向きなタヒーを羨ましく思っていた。ネガティブな性格で、自分が何の死神かも分からず不貞腐れていたが、OB達にいじめられるタヒーを助けるために真の実力を発揮し、自分が星の死神である事を理解する。その実力は凄まじく、OBの1人をあっさりと殺し周囲の山も破壊した。ひとしきり暴れた後は姿をくらまし、死塾では自主退学扱いとなった。
その後、タヒーの前に姿を現し地球を破壊して宇宙に連れて行こうとした。タヒーを助けようとする者達が集まり応戦しようとするも圧倒的な強さの前に太刀打ちできずにいたが、その者達のオーラで老いてパワーアップしたタヒーによって倒された。その後は向井と共にタヒーのストーカーになったようである。
シァンクラ、アラズヒ、モットリ
冥界死塾46期生メンバー。チヌの舎弟。
教師や先輩を全く敬わない自称あらくれチームだが、後輩にはやや甘い。チヌに押さえこまれていたが、下剋上を果たした。

### その他のキャラクター
向井あのよ（むかい あのよ）
人生に疲れ過ぎたOL。26歳。
パワハラや残業、将来についてもうんざりしており、自殺願望がある。部屋には自殺目的の道具が多数あるが、1人で死ぬ勇気がなかったとのことでタヒーに自殺の手伝いを頼む。タヒーは大鎌以外の道具を使うのは死神の誇りに傷がつくと拒むが、部屋にあった大量の縄を使って向井を締め付ける。タヒーによると、獲物が死を恐れ抗うほど命が高純度になるとのことだが、向井はこのことでSMに目覚めてしまったようである。
その後も死にたいという気持ちは無くなっていなかったが、子供の姿のタヒーに殺されたいという考えに変わっていく。仕事の昼休み休憩中にタヒーがチヌと冥犬を倒した現場を偶然にも目撃していたようで、タヒーが大きくなったり小さくなったりする所も見ているが、大きい姿のタヒーを見てショックを受け、タヒーを小さくして自分を殺してもらおうと考えるようになる。その後、街中でタヒーを見つけて後を付け、向井の上等な死のオーラを感じとったタヒーがやってきた所でタヒーを亀甲縛りにして電柱を使って吊るしあげる。タヒーを小さくしようと、タヒーの体中を触って小さくなる方法を探そうとするが、向井に対して恐怖を感じたタヒーが、苛められると体が縮んでしまうとうっかり喋ってしまう。原理を把握し、縄を鞭のように使ってタヒーを痛めつたり、つねったりしてタヒーを苛め始める。間呼がその光景をスマホで録画しようとするが、自分のプライベートを会社に報告される事を恐れてスマホを瞬時に破壊する。苛められて体が小さくなったタヒーに殺してもらうように頼み、怒りを感じているタヒーが大鎌で殺そうとするもチヌに壊されていた事で使えず、向井が用意していた草刈用の鎌を渡されるも、人間の作った鎌など言語道断だと素手で攻撃し始める。間呼がタヒーを連れてその場を去るも、一歩死に近づいたと満足感を覚え、会社からの呼び出し電話で出社した後も余韻に浸っていた。ちなみに、向井の勤める会社に土日祝日は無いとの事。
森内ほそし（もりうち ほそし）
ひきこもりマッチョ。22歳。
外も人も怖いひきこもりだが、尋常でなく屈強な体をしている。昔から何をやってもダメで、皆から馬鹿にされてきたことがきっかけで体を鍛えてきたようだが、心は弱いままだったとのこと。しかし、形はどうあれ自分を必要としてくれるタヒーが現れたことが嬉しくて命をあげても良いと言うが、貧弱なタヒーでは彼を殺すことができず、寿命分割契約書でタヒーに寿命を上げることになった。その事でタヒーは大人の姿に戻ることができたが、森内は大人の女性が怖いらしくタヒーと目を合わせられなくなった。タヒーは利用価値の高い彼をボディーガードにしようとしており、これ以降もタヒーは彼から時々寿命をもらっているようである。
その後、両親に小さい女の子や大人の女性を部屋に連れ込んでいるなど犯罪を疑われた際、部屋を出て久々に見た両親の小さくて老いた姿に自分だけが成長していなかった事を認識する。それをきっかけに仕事を探すも中々見つからず、筋トレをしながら仕事を探していた際にスーパーの警備員に採用される。彼が警備員になった事で不良や万引きが減っており、彼に追い払われた事がある不良が仲間を引き連れて復讐に来るも風圧だけで追い返した。お金を貯めて道場に通う事を考えており、もう少し生きようとのことでタヒーに寿命をあげるのはこれを最後にした。また、現在も大人の女性は少し苦手なようだが目を合わせられる程度には改善されたようである。
生頃ましろ（なまころ ましろ）
間呼の友人。15歳。エロが大の苦手。
間呼が学校を休んでいるので登校するように間呼の家に来るが、タヒーから死のオーラが少し出ているとのことで刈られかける。しかし、義理の姉によって居場所を突き止められ家に連れて帰られる。
義理の姉は彼を異常なまでに溺愛しており、変質者よりも恐いと彼に言わせるほど。義理の姉は非常に豊満な肉体をしており、強引に彼を一緒にお風呂に入れたりするなど日常的にエロい状況を作っているため、彼がエロを毛嫌いするようになった張本人でもある。義理の姉を性的な目で見てしまう自分に嫌気がさし、死にたいとすら思っている。
女子にモテるらしいが、義理の姉から何をされるか分からないとのことで彼女は作れないようである。
生頃ましろの義理の姉（仮）
生頃ましろの義理の姉。本名は不明。ましろの事は「しぃくん」と呼んでいる。
義理の弟であるましろを異常なまでに溺愛しており、ましろがどんな場所に隠れていてもすぐに捕まえてしまう。料理の腕前も凄いが身体能力もかなり高いようで、ましろをものすごい速さで間呼の家から連れ出し彼を片腕で抱えながら帰ったり、ましろの命を刈りに家までやってきたタヒーを一方的に痛めつけた。ましろは義理の姉がタヒーを痛めつけるのを止めるために今まで言えなかったことを言ったが、タヒーを痛めつけるのは止められたものの主張自体は逆効果だったようで急激にモジモジしだしたが、タヒーがいなくなったことは気にせず、風呂上がりにも関わらず化粧をしに行った。
桐原さきの祖父
桐原さきの祖父。名前は不明。
家の風呂が壊れ、孫のさきと一緒に銭湯に行った時に、同じく銭湯に来た間呼とタヒーと会う。
若い頃、現役時代のシキョーと殺し合う日々を過ごしていたが、結婚を機に殺し合う日々は終わったようである。
ケンタ
オスの大型の老犬。飼い主の女の子に懐いている。
飼い主の女の子がチヌに襲われたことで、死のオーラでタヒーと交信し飼い主を助けるために自分の残り寿命全てをタヒーに託し亡くなる。
ケンタの飼い主の女の子
ケンタの飼い主。本名は不明。
小学校では男子から「イヌ女」と呼ばれているようで、あまり学校には行っていないとのこと。普段はケンタが話相手とのことだが、同い年くらいの見た目になっているタヒーと仲良くなる。しかし、チヌに襲われ殺されかけた際に、ケンタからの寿命を受け取ってパワーアップしたタヒーがチヌを倒すも、結果としてケンタが亡くなってしまったことで死神を嫌いになり、二度と近付かないでとタヒーに言い放つ。
丸瀬ちぢみ（まるせ　ちぢみ）
先輩に恋する乙女。14歳。
桐原の後輩で、間呼と小学校からの同級生である根付に恋をしている。メガネをかけていてモジモジしているが、かなりの巨乳の持ち主。しかし、その胸がコンプレックスとのこと。根付が好き過ぎて死にたいと思っているようだが、タヒー曰くしょぼい死のオーラ。桐原から、男子の知り合いが他にいないという理由で間呼が呼ばれた際に付いてきたタヒーのアドバイスで死ぬ気で告白し、猫背である背筋も伸ばしたが、その際に胸のボタンが弾け飛び根付の顔面にボタンが直撃する。しかし、根付から「こんなに可愛くて（胸と）自信に満ち溢れた後輩がいたとは知らなかった」と恋愛が成就し付き合うことになった。翌日、間呼達にお礼を言いに行った際にタヒーから分割契約書にて寿命100年を要求され、間呼がタヒーを止めようとしたが、タヒーのおかげだからと6カ月ほど寿命をあげる事にした。
根付（ねづ）
間呼の小学校からの同級生。現時点では下の名前は不明。
間呼からは良い奴と言われており、後輩の丸瀬ちぢみに恋心を抱かれている。丸瀬の事は知らなかったようだが、告白されて付き合うことになった。
多部めぐり（たべ　めぐり）
妄想女教師。29歳。
堅物そうな見た目で生徒達からは冷酷で怖い先生だと思われている反面、男子生徒に性的な目で見られたり犯されるといった妄想を日々繰り広げている。ふしだらな妄想ばかりしている自分は教師失格で死にたいと考えており、強い死のオーラを放っている。
屋上にいたタヒー達を不純異性交遊だとみなし、不審者であるタヒーを捕縛して職員室へ連行し、間呼と桐原の2人を後で職員室に来るように指示して屋上に待機させる。責任を感じ切腹しようと上着を脱いだ桐原を見て男を誘っていると判断し、取り乱す桐原を止める間呼を見て所構わずおっぱじめようとしてると考えるなど、かなり強い妄想癖の持ち主。恋人はいないが、恋人指輪をつけている。
職員室に連行されたタヒーが、机から落ちた多部の鍵付き日記を鍵を壊して読んでしまう。タヒーは禍々しい表紙に興味を持って読んだが、多部の妄想だらけの内容でつまらない日記だと思うも、その日記を読まれた多部の取り乱し具合にタヒーは日記が弱点である事を悟り、分割契約書にサインさせられ寿命を奪われてしまった。
死にたい少女（仮）
単行本1巻の描き下ろし漫画に登場した少女。名前は不明。珍しい症状の病にかかり、手術の成功率も低い事で病院の屋上から飛び降り自殺を図ろうとしていた所をタヒーに見つかる。タヒーからは記念すべき獲物第一号と言われていた事から、タヒーが間呼に出会うよりも前に出会った少女のようである。
タヒーを見た瞬間に死神だと認識してテンションが上がり、タヒーに友達がいない事を知って笑い出した事で死のオーラが無くなってしまった。少女は自殺を止め、また来ると言い残し病室に戻って行った。少女はキーホルダーを落としており、タヒーは次に会った時に渡そうと考え何日も待ち続けたようだが、その後少女が現れる事はなかったようである。
祖母と孫（仮）
水やりをしていた時にタヒーに水をかけてしまったお婆さんと、その孫。名前は不明。お婆さんは水をかけてしまったお詫びにタヒーを家にあげてお菓子などを振る舞うが、タヒーは死のオーラを発している2人を獲物と見なして殺そうとする。タヒーが死神と分かると孫は怯え出したが、祖母はマイペースにタヒーにお菓子を食べさせ続ける。その際に塩せんべえを頬に当てられた事でタヒーはダメージを受け、タヒーは祖母から殺そうとするも塩せんべえが弱点だと分かった孫によって撃退される。
足木（たるき）
向井あのよの会社の上司。カツラを被っている。シキンの力を借りて上司の善玉菌を死滅させて潰し、部長まで昇格した。妻子に逃げられてるらしい。タヒーらによってシキンを倒され、上司に毒を盛るなどしたとされて逮捕された。
葛西まやか（かさい　まやか）
幻背中学オカルト部部長。14歳。
後輩である部員達の前では最強の霊媒師として振る舞っているが、実際は霊感も何も無いクラスに馴染めないだけのオカルトオタクとのこと。寿命や宝物でタヒーを買収し後輩たちの前で退治されるフリを頼むが、通販で買った偽物の除霊グッズがタヒーには全部効いてしまい赤ん坊の姿になってしまうなど本当に退治しかける状態に陥り、罪悪感から後輩たちに全てを白状する。しかし、後輩達も薄々はインチキだと気づいてはいたが、葛西と同様にオカルト部が唯一の居場所で友達や先輩ができて学校に来るのが楽しくなった事に恩義を感じており、オカルト部の活動は今後も続ける事になった。
餌E
トモリナナンのファンの1人。元教師。
間呼達が参加した委員長主催の勉強合宿場にトモリナナンに同行して現れ、勉学に励む青少年を応援したいと間呼達に勉強を教える事にした。元教師としての実力は確かなようで、当初は頑なに勉強する事を拒んでいた間呼が勉強好きになるほどで、一緒に勉強を教わっていた生頃からも感謝されるほど。実はナナンが死神である事に気付いているが、かつて仕事にも人生にも絶望して死にたくなっていた頃にナナンに出会ったらしく、自分達餌の光であるといくらでも命を捧げる覚悟でいる。

## 用語
死神
生物の命を刈る存在。動植物問わず、ありとあらゆる種類の生物に専門の死神がいる。アノマロカリスや恐竜、ドードーなどの死神もいたが、獲物が絶滅すると担当の死神も消える運命にある。その為、シキョーは後述の4つの教えを塾生に守らせようとしている。タヒーによると死神は性別を超越しているとのことだが、女性ような容姿か性別が窺えない見た目の死神しか登場しておらず、男性の容姿の死神については不明だが、巨乳の死神が多い。多くの命を刈っている優秀な死神ほど年老いた姿をしており、特に優秀な死神はドクロの姿を維持している。命をしばらく刈れていなかったり肉体や精神にダメージを受けた死神は姿が幼くなり、最悪の場合は消滅してしまう。死神には様々なルールが存在するが、ルールを守っていない死神も少なくないようである。基本的には食事をしなくても生きていけるようだが、冥界にいる死神は口寂しい時はその辺に生えている草を食べるとの事。担当外の生物からも寿命を得ることは可能であるが、詳細は不明だが担当の生物から得た場合と比べると効果は薄いようである。
死のオーラ
生物が放っているオーラ。死にたがっている度合いが強いほどオーラも強くなる。強い死のオーラを放つ生物の寿命ほど、死神がそれを得た時の成長度合いも高くなる。
大鎌
死神の武器。空を飛ぶ機能もある。冥界死塾では「大鎌が至高」という教えがあるが、実際には他の武器を使って獲物を刈っている者も多い。
寿命分割契約書
対象者の命を分割で貰う際に使用する契約書。秒コース、分コース、年コース等があり、サインと現住所を書くことで契約が成立する。タヒーによると、死神にとってこれを使うのは屈辱的らしいが、作中ではタヒーは主にこれを使って寿命を得ており、他にも同様の方法を中心に寿命を得ている者もいるなど、比較的気軽に使われている。
冥界
かつて現世を殺そうとして返り討ちに合い、逆に殺されてしまった巨大な亡骸。現世で生物が増え過ぎると、死神と呼ばれる者達がどこからともなく発生する。
死神が暮らす世界で、タヒーの故郷。針のように尖った岩が多く、平坦な土地は少ないようである。また、冥界では人間界と比べて死神の体が縮むペースが遅くなるとのこと。
冥界死塾
エリート死神養成塾。タヒーの出身校。古典的な事をメインで教えているらしく、現役生には退屈がっていたり辞めたがっている者も少なくない。死塾では「死のオーラをきちんと確認」、「大鎌が至高」、「刈りすぎ注意」、「恐ろしくあれ」という4つの教えがあるが、この教えを守らない死神も多いとの事。
冥羽
タヒーの首周りのふわふわした部分。中には色んな物が入っている。
冥ホン
スマートフォンのようなもので、他の死神と連絡を取ることができる。その際に、相手の姿が立体映像として出てくる。
冥花
冥界では贈り物として喜ばれる高級吸血殺人植物。クバサによると珍しい物らしい。水を吸うと急激に成長して見境なしに獲物を襲い、触手で獲物の口から体内に侵入する。蕾が美味のようである。
同葬会
死塾のOBを集めて行われる、実力テストも兼ねた宴。
オオニン死”ン
絶滅危惧種の巨大で透明な人参。獲物を閉じ込め、死神の生命力すらも吸い取って成長する危険な捕食植物。

## 書誌情報
- かふん『死神！タヒーちゃん』　集英社〈ヤングジャンプ・コミックス〉、全3巻
  1. 2018年2月19日発売[4]、ISBN 978-4-08-890865-6
  2. 2018年6月19日発売[5]、ISBN 978-4-08-891034-5
  3. 2018年9月19日発売[6]、ISBN 978-4-08-891087-1

## 脚註
1. ↑  ましろの主張に対して、自分の事を性的な目で見ていた事に対して恥ずかしくなりモジモジしだしたが、素の反応なのか演技なのかは不明。
2. ↑  海水浴を楽しむタヒー達の姿を見たら元に戻ってしまった。
3. ↑  巨乳では無く巨尻の死神もいる。
4. ↑  “死神！タヒーちゃん 1”. 集英社マンガネット S-MANGA.net.   集英社. 2018年6月19日閲覧。
5. ↑  “死神！タヒーちゃん 2”. 集英社マンガネット S-MANGA.net.   集英社. 2018年6月19日閲覧。
6. ↑  “死神！タヒーちゃん 3”. 集英社マンガネット S-MANGA.net.   集英社. 2018年9月19日閲覧。